# Personer i Sverige födda i Norge
Till personer i Sverige födda i Norge räknas personer som är folkbokförda i Sverige och som har sitt ursprung i Norge. Enligt Statistiska centralbyrån fanns det 2018 i Sverige sammanlagt cirka 41 700 personer födda i Norge. 2019 bodde det i Sverige sammanlagt 111 734 personer som antingen själva var födda i Norge eller hade minst en förälder som var det.

## Historik
Det har funnits norrmän i Sverige sedan århundraden tillbaka, och den norsk-svenska statsgränsen har genom historien korsats i samband med giftermål och arbetsvandringar. Under andra världskriget sökte sig cirka 60 000 norrmän till Sverige, många av dem var unga män som sedan sökte sig vidare till Storbritannien för att delta i den norska motståndsrörelsen mot Tysklands ockupation av Norge.

## Historisk utveckling

### Födda i Norge
| Personer i Sverige födda i Norge 1900–2024 | Personer i Sverige födda i Norge 1900–2024 | Personer i Sverige födda i Norge 1900–2024 | Personer i Sverige födda i Norge 1900–2024 | Personer i Sverige födda i Norge 1900–2024 |
| --- | ------------------------------------------ | ------------------------------------------ | ------------------------------------------ | ------------------------------------------ |
| |                                            |                                            |                                            |                                            |
| År |                                            |                                            | Folkmängd                                  |                                            |
| 1900 | 1900                                       |                                            | 7 978                                      |                                            |
| 1930 | 1930                                       |                                            | 14 731                                     |                                            |
| 1950 | 1950                                       |                                            | 31 312                                     |                                            |
| 1960 | 1960                                       |                                            | 37 253                                     |                                            |
| 1970 | 1970                                       |                                            | 44 681                                     |                                            |
| 1980 | 1980                                       |                                            | 42 863                                     |                                            |
| 1990 | 1990                                       |                                            | 52 744                                     |                                            |
| 2000 | 2000                                       |                                            | 42 464                                     |                                            |
| 2001 | 2001                                       |                                            | 43 414                                     |                                            |
| 2002 | 2002                                       |                                            | 44 474                                     |                                            |
| 2003 | 2003                                       |                                            | 45 087                                     |                                            |
| 2004 | 2004                                       |                                            | 45 000                                     |                                            |
| 2005 | 2005                                       |                                            | 44 773                                     |                                            |
| 2006 | 2006                                       |                                            | 44 727                                     |                                            |
| 2007 | 2007                                       |                                            | 44 590                                     |                                            |
| 2008 | 2008                                       |                                            | 44 310                                     |                                            |
| 2009 | 2009                                       |                                            | 43 819                                     |                                            |
| 2010 | 2010                                       |                                            | 43 430                                     |                                            |
| 2011 | 2011                                       |                                            | 43 058                                     |                                            |
| 2012 | 2012                                       |                                            | 42 884                                     |                                            |
| 2013 | 2013                                       |                                            | 42 523                                     |                                            |
| 2014 | 2014                                       |                                            | 42 301                                     |                                            |
| 2015 | 2015                                       |                                            | 42 074                                     |                                            |
| 2016 | 2016                                       |                                            | 42 066                                     |                                            |
| 2017 | 2017                                       |                                            | 42 028                                     |                                            |
| 2018 | 2018                                       |                                            | 41 747                                     |                                            |
| 2019 | 2019                                       |                                            | 41 578                                     |                                            |
| 2020 | 2020                                       |                                            | 41 062                                     |                                            |
| 2021 | 2021                                       |                                            | 40 625                                     |                                            |
| 2022 | 2022                                       |                                            | 40 277                                     |                                            |
| 2023 | 2023                                       |                                            | 39 951                                     |                                            |
| 2024 | 2024                                       |                                            | 39 370                                     |                                            |
| Anm.: Befolkning den 31 december respektive år förutom åren 1960 och 1970 som avser förhållandet den 1 november och år 1980 som avser förhållandet den 15 september. |                                            |                                            |                                            |                                            |